# Eliseo Prado
Eliseo Prado (Buenos Aires, 17 settembre 1929 – Buenos Aires, 10 febbraio 2016) è stato un calciatore argentino, di ruolo attaccante.

## Caratteristiche tecniche
Giocava come attaccante o mezzala destra nel 2-3-5.

## Carriera

### Club
Debuttò nella stagione 1948 con il River Plate, stabilendosi presto come titolare nel proprio ruolo, occupato precedentemente da Walter Gómez. Nel 1952 arrivò il primo titolo, il campionato nazionale argentino, cui poi ne seguiranno altri quattro. Lasciato, quasi trentenne, il club di Buenos Aires in seguito al Mondiale di Svezia, si accasò al Gimnasia di La Plata, dove proseguì la carriera fino al 1962. Dopo quasi novanta presenze in prima divisione, difatti, si trasferì allo Sportivo Italiano, dove si ritirò nel 1963.

### Nazionale
Fu incluso nella lista per il campionato del mondo 1958. Giocò solo una partita durante il Mondiale, quella contro la Germania Ovest, partendo da titolare e giocando tutti i novanta minuti. Nel prosieguo del torneo fu rimpiazzato da Avio, che disputò i restanti due incontri della Nazionale argentina nella posizione di mezzala destra. Al termine della sua esperienza totalizzò sette presenze e tre reti.

## Palmarès

### Club

#### Competizioni nazionali
- Campionato argentino: 5

River Plate: 1952, 1953, 1955, 1956, 1957